# This Charming Man
This Charming Man – drugi singiel brytyjskiego alternatywnego zespołu rockowego The Smiths, wydany w październiku 1983 roku przez niezależną wytwórnię Rough Trade. Utwór charakteryzuje się, nawiązującym do stylistyki jangle pop gitarowym riffem Marra oraz typowym dla Morisseya melancholijnym tekstem skupiającym się na często poruszanych przez The Smiths kwestiach seksualności i pożądania.
Morrissey czuł się odizolowany od popularnej kultury gejowskiej lat osiemdziesiątych i nie był w stanie znaleźć z nią wspólnego języka. Dlatego też, pisząc „This Charming Man”, starał się wrócić do dawnego, mniej jawnego i bardziej świadomego stylu sceny undergroundowej. „Wolę taki męski głos, który wydaje się bezbronny i który jest delikatnie przetworzony, od tej wszechobecnej samczej męskości, która zwyczajnie wszystkich już nudzi”, tak Morrissey skomentował tekst swojej piosenki.
Chociaż w momencie wydania utwór odniósł umiarkowany sukces, znalazł się na 25 miejscu brytyjskiej listy najpopularniejszych singli, „This Charming Man” spotkał się z przychylną krytyką, zarówno w prasie muzycznej, jak i w mediach. Singiel został ponownie wydany w roku 1992 i osiągnął ósme miejsce na liście UK Singles Chart (najwyższe, na jakim znalazł się jakikolwiek przebój The Smiths). W roku 2004, dzięki głosom słuchaczy, piosenka uplasowała się na 97 miejscu listy „Sold On Song Top 100” stacji BBC Radio 2. W roku 2008 dziennikarze muzycznego magazynu Mojo umieścili utwór na pierwszym miejscu swojej listy 50 najlepszych brytyjskich piosenek Indie („50 Greatest UK Indie Records of All Time”).

## Historia
Na początku 1983 roku The Smiths cieszyli się już sporą popularnością na scenie koncertowej Wielkiej Brytanii. Mieli także podpisany kontrakt płytowy z niezależną wytwórnią Rough Trade. Kontrakt, pozytywne recenzje z koncertów w tygodnikach muzycznych i zbliżająca się audycja na żywo u znanego prezentera Johna Peela w stacji BBC Radio 1 sprawiły, że zespół mocno zaistniał w mediach.
Kampowy image The Smiths wyróżniał się na muzycznej scenie zdominowanej przez zespoły o wykreowanym, korporacyjnym wizerunku. Wiele osób oczekiwało więc, że grupa spowoduje przełom na brytyjskiej scenie post-punkowej. Jednak, wbrew oczekiwaniom, wydany w maju 1983 roku debiutancki singiel The Smiths „Hand in Glove” nie znalazł uznania krytyków ani nie osiągnął sukcesu komercyjnego. Kiedy, nagrywający również dla Rough Trade, zespół Aztec Camera osiągnął popularność dzięki piosence „Walk out to Winter”, Marr, jak sam stwierdził, „poczuł się nieco zazdrosny i dała o sobie znać jego ambicja”. Gitarzysta uważał, że The Smiths potrzebują optymistycznej piosenki „w tonacji durowej”, aby osiągnąć oczekiwane miejsce na liście przebojów.
Marr napisał muzykę do „This Charming Man” specjalnie do programu Peela – tej samej nocy skomponował jeszcze „Still Ill” i „Pretty Girls Make Graves”. Dyrektor wytwórni Rough Trade, Geoff Travis, po wysłuchaniu nagranego w programie Peela utworu, zdecydował, że to „This Charming Man” zostanie singlem. Wcześniej miała nim być piosenka „Reel Around the Fountain”, która zyskała złą sławę w prasie – w tekście dopatrzono się nawiązań do pedofilii.
Drugą wersję studyjną piosenki – tak zwaną londyńską – The Smiths nagrali w Matrix Studios w Londynie we wrześniu 1983 roku, okazała się jednak niesatysfakcjonująca. Niedługo później zespół udał się do Strawberry Studios w Stockport, gdzie nagrano powszechnie znaną wersję singla.

## Muzyka i słowa
W tekście piosenki występuje narracja pierwszoosobowa. Główny bohater stoi samotnie na oddalonym zboczu z przebitą oponą w rowerze. Przejeżdżający w luksusowym samochodzie „charming man” (czarujący mężczyzna) proponuje, że go podwiezie. Początkowo rowerzysta zwleka z odpowiedzią, jednak ostatecznie zgadza się na sugestię nieznajomego. W drodze mężczyźni zaczynają ze sobą flirtować. Bohater z trudem próbuje przełamać w sobie niechęć do „czarującego mężczyzny”: „I would go out tonight, but I haven’t got a stitch to wear” (Chętnie wyszedłbym dzisiejszej nocy, ale nie mam co na siebie włożyć). W rezultacie jednak ulega nieustępliwemu mężczyźnie, który mówi: „it's gruesome that someone so handsome should care”(to okropne, że ktoś tak przystojny się tym przejmuje).
Morrissey, pisząc tekst, celowo użył archaicznego języka. Zastosowanie takich zwrotów czy słów, jak „hillside desolate” (opustoszałe zbocze), „stitch to wear” (coś do włożenia na siebie), „handsome” (przystojny) czy „charming” (czarujący) miało na celu ukazanie świata bardziej wytwornego od tego, w którym żyli Anglicy w połowie lat osiemdziesiątych XX wieku. Celem było też stworzenie stylu, który, jak to ujął jeden z krytyków muzycznych – Mat Snow, „nie miałby nic wspólnego z panującą modą”. Słowo „handsome” pojawia się jednak u Morrisseya już wcześniej – w tytule piosenki „Handsome Devil”, wydanej w tym samym czasie, co popularny singiel „Hand in Glove”. W rozmowie z Barneyem Hoskynsem w 1983 roku Morrissey stwierdził, że użył tego słowa, żeby „wskrzesić pewną część języka, którym ludzie się już nie posługują. W życiu codziennym język jest przerażająco ograniczony, a jeżeli ktoś używa słowa składającego się z więcej niż dziesięciu liter, od razu posądza się go o snobizm”. Snow zasugerował, że Morrissey poprzez użycie przestarzałego i niemodnego słowa „charming” pragnął zbuntować się przeciwko panującej kulturze gejowskiej, z której czuł się wyobcowany. Morrissey powiedział Hoskynsowi, że „nienawidzi tej całej świątecznej parady wokół gejów... Ludzie słuchają piosenki „This Charming Man” i zastanawiają się jedynie, co inni mogliby o niej pomyśleć. Nienawidzę takiego punktu widzenia i zadziwia mnie fakt, że prasa gejowska drąży ten temat bardziej niż pozostali. Nienawidzę, gdy ludzie mówią o płci drugiego człowieka w banalny sposób”.
W „This Charming Man”, podobnie jak w wielu innych tekstach Morrisseya, również znajduje się cytat z dialogu kultowego filmu. Wers „a jumped-up pantry boy who never knew his place” odnajduje swoje korzenie w filmowej adaptacji homoerotycznej sztuki Anthoniego Shaffera Sleuth z 1970 roku, w której Laurence Olivier wciela się w rolę pisarza zdradzającego swojego partnera (w tej roli Michael Caine).
Obie wersje studyjne otwiera charakterystyczny riff gitarowy, któremu towarzyszy sekcja rytmiczna. Wokal Morrisseya pojawia się po ośmiu sekundach. Jego melodie są diatoniczne i brak w nich niskich bluesowych dźwięków. Refren grany jest dwukrotnie: po krótkiej pauzie w trakcie utworu i następnie – na koniec piosenki. Uzyskany beat jest bardziej taneczny niż w innych utworach The Smiths. Perkusja została oryginalnie nagrana za pomocą programu Linn Drum Computer przez perkusistę sesyjnego Petera Boita w jego domu w Londynie, pod kierownictwem producenta Johna Portera. Zamierzano uzyskać taki sam efekt, jaki towarzyszył grze Boita na żywo. Charakterystyczna jest linia basu typowa dla wytwórni Motown Records. Gitara Marra składa się z pojedynczych tercji i kontrastujących z nimi barowych akordów, tworząc drugi głos w całym utworze.

## Odbiór
W momencie wydania utwór spotkał się z niemal jednomyślnym uznaniem krytyków. Paul Morley z magazynu The New Musical Express stwierdził, że „This Charming Man” to utwór dający słuchaczowi rozkosz, naprawdę poruszający. „Ten zespół doskonale rozumie, że zwyczajność to za mało… Jeden z najlepszych singli tego roku? To mało powiedziane. Jest jedyny i niepowtarzalny, niczym „Blue Monday” czy „Karma Chameleon”! W jedenj z recenzji magazynu The Face napisano: „Gdzie podziała się ta cała dzikość i odwaga? Część z niej odnaleźć można w nagraniu grupy The Smiths „This Charming Man”. Utwór brzęczy i trzeszczy, a w centrum znajduje się Morrissey, ze swoim głosem jak u chłopca z chóru w czasie mutacji, który brzmi jednocześnie radośnie i niepokojąco. Takie utwory powinno się rozdawać na ulicach niespodziewającym się tego przechodniom, bez względu na ich wiek”. Chociaż w Stanach Zjednoczonych zespół był wówczas jeszcze mało znany, Robert Palmer z The New York Times opisał piosenkę, jako „błyskotliwy, wznoszący się na wyżyny muzyczne pop-rock, który dowodzi, że zapoczątkowana przez The Beatles forma gitarowego zespołu nadal służy grupom, które mają coś do powiedzenia”. Rok później Palmer uznał utwór za drugi najlepszy singiel roku 1984.
Ned Raggett z AllMusic zauważył, że „Wczesnemu Elvisowi spodobałaby się taka muzyka a Wilde’owi – słowa” i opisał utwór, jako „efekt końcowy zuchwały pod każdym względem”. W roku 2007 Noel Gallagher, wokalista i autor tekstów grupy Oasis, tak opisał swoje wrażenia po pierwszym przesłuchaniu piosenki: „Od pierwszej sekundy, gdy usłyszałem „This Charming Man”, wszystko nabrało sensu. Brzmienie gitarowego wstępu było niesamowite. Tekst też jest cholernie dobry. Ludzie uważają Morisseya za jakiegoś pieprzonego nieszczęśnika, ale ja już w pierwszej chwili zrozumiałem o co mu chodzi”.
Na gali Top of the Pops Morissey wystąpił z bukietem mieczyków w dłoni. Podczas audycji w BBC Radio 2, która poświęcona była piosence „This Charming Man”, zwrócono uwagę, że koncert ten był dla większości ludzi pierwszym zetknięciem z zespołem The Smiths, i „co za tym idzie, z dziwacznym światem słów Morisseya i muzyki Johnna Marra”. Magazyn Uncut tak skomentował telewizyjny debiut The Smiths: „Czwartkowy wieczór, kiedy ten afektowany zespół z Manchesteru pojawił się po raz pierwszy na gali Top of the Pops, stał się nieoczekiwanie kulturowym punktem zwrotnym w życiu miliona poważnych angielskich chłopców. Jego typowa angielskość, kampowa melancholia była rewolucyjną ucieczką od krzykliwej muzyki New Wave’u lat osiemdziesiątych, reprezentowanego przez zespoły takie jak Culture Club, w szary realizm lat sześćdziesiątych”.

## Wersje i wydania
Pierwsza wersja „This Charming Man” została nagrana 21 września 1983 specjalnie do programu radiowego Johna Peela w BBC Radio 1. Producentem był Roger Pusey, któremu asystował Ted De Bono. Ta wersja znalazła się na płycie „Hatful of Hollow” (1984). 28 października 1983 wydana została wersja tak zwana „manchesterska” (w formatach 7” i 12”), która osiągnęła 25 miejsce na listach przebojów w Wielkiej Brytanii. Na okładce płyty znalazł się kadr z filmu Jeana Cocteau „Orfeusz” (1949) przedstawiający aktora Jeana Marais. Piosenka znalazła się również w amerykańskiej wersji debiutanckiego albumu zatytułowanego „The Smiths”, choć nie została włączona do pierwotnej wersji wydanej przez wytwórnię Rough Trade w Europie.
Po tym jak Rough Trade zbankrutowała, prawa do piosenek The Smiths wykupiła wytwórnia WEA Records, która w 1992 ponownie wydała dyskografię zespołu. Odtąd „This Charming Man” znajduje się na wszystkich edycjach albumu The Smiths. W tym samym czasie „This Charming Man” została ponownie wydana jako singiel promujący składankę Best I i osiągnęła ósmą – najwyższą w historii The Smiths – pozycję na liście przebojów.
W grudniu 1983 roku DJ François Kevorkian wydał remiks (zwany „nowojorskim”) dla wytwórni Megadisc records. Wersja miała dotrzeć do DJ-ów z nowojorskich klubów. Remiks spodobał się jednak szefowi wytwórni Rough Trade, Geoffowi Travisowi, który zezwolił na jego dystrybucję w całej Wielkiej Brytanii. Morrissey publicznie odciął się od remiksu i przekonywał fanów, żeby nie kupowali płyt. Travis twierdził później, że chociaż wydanie remiksu było jego pomysłem, zespół wyraził na to zgodę. Powiedział także: „Nic, co dotyczyło The Smiths, nie wydarzyło się bez zgody Morrisseya. Każda ich płyta została wydana, ponieważ Morrisey chciał. Nie mam nic na sumieniu”.
Do piosenki nakręcone zostały dwa teledyski. Pierwszy, na którym zespół gra piosenkę „This Charming Man” w pustym pokoju, został sfilmowany w czasie brytyjskiego programu telewizyjnego The Tube. Na drugim teledysku, który został nagrany w czasie programu Riverside, zespół gra piosenkę w pokoju, którego podłogę pokrywają kwiaty.
Powstało wiele coverów piosenki „This Charming Man” w różnych gatunkach muzycznych. W listopadzie 1996 roku swoją wersję piosenki nagrał zespół Death Cab for Cutie. W 2001 roku kanadyjski zespół indiepopowy Stars wydał cover piosenki na minialbumie „A Lot of Little Lies for the Sake of One Big Truth”.

## Lista utworów na singlu
| UK (7” singiel, 1983) 1. „This Charming Man” – 2:41 2. „Jeane” – 3:02 UK (12” singiel, 1983) 1. „This Charming Man” (Manchester)” – 2:41 2. „This Charming Man (London)” – 2:47 3. „Accept Yourself” – 3:08 4. „Wonderful Woman” – 4:01 UK (singel CD, 1992) - CD 1 1. „This Charming Man (Manchester) – 2:41 2. „Jeane” – 3:02 3. „Wonderful Woman” – 4:01 4. „Accept Yourself” – 3:08 | - CD 2 1. „This Charming Man (Manchester)” – 2:41 2. „This Charming Man (London)” – 2:47 3. „This Charming Man (New York Vocal)” – 5:33 4. „This Charming Man (New York Instrumental)” – 4:19 5. „This Charming Man (Peel Session from 21/9/83)” – 2:43 6. „This Charming Man (Single Remix)” – 2:46 7. „This Charming Man (Original Single Version) – 2:41 |

## Pozycje na listach przebojów
| Lista (1983)     | Pozycja |
| ---------------- | ------- |
| UK Single Chart  | 25      |
| UK Indie Chart   | 1       |
| Lista (1992)     | Pozycja |
| UK Singles Chart | 8       |

## Skład zespołu
- Morrissey – wokal
- Johnny Marr – gitara
- Andy Rourke – gitara basowa
- Mike Joyce – perkusja